# Biała Druga
Biała Druga (deutsch Biala II) ist ein Dorf im Powiat Wieluński der Woiwodschaft Łódź in Polen. Es ist Sitz der Landgemeinde Biała mit etwa 5500 Einwohnern.

## Gemeinde
Zur Landgemeinde Biała gehören 16 Dörfer mit 17 Schulzenämtern sowie eine Reihe kleinerer Ortschaften.